# 新华镇 (宁南县)
新华镇，原为新华乡，是中华人民共和国四川省凉山彝族自治州宁南县曾经下辖的一个镇。2019年12月，撤销新华镇，其所属行政区域划归竹寿镇管辖。

## 行政区划
新华镇撤销前下辖以下地区：
横山村、长坡村、石马庄村、中村、巫土村和田坝村。